# Alfred Klingler
Alfred Klinger (Leipzig, 25 de octubre de 1912 - ?) fue un jugador de balonmano alemán. Fue un componente de la Selección de balonmano de Alemania.
Con la selección ganó la medalla de oro en los Juegos Olímpicos de Berlín 1936, los primeros con el balonmano como deporte olímpico.